# 6 Hebe
6 Hebe este o planetă minoră din centura de asteroizi. A fost descoperită de Karl Ludwig Hencke în 1847. A fost numită după Hebe, zeița veșnicei tinereți, fiica lui Zeus și a Herei.

Mărimea primilor 10 asteroizi în comparație cu Pământul